# Sarinda
Sarinda Peckham & Peckham, 1892 è un genere di ragni appartenente alla famiglia Salticidae.

## Distribuzione
Le 17 specie oggi note di questo genere sono state rinvenute nelle Americhe: nell'areale compreso fra gli stati meridionale degli USA e l'Argentina.

## Tassonomia
Questo genere è un sinonimo anteriore di Cineas Simon, 1901 a seguito di un lavoro dell'aracnologa Galiano del 1965; non è invece sinonimo di Martella Peckham & Peckham, 1892, sempre a seguito di uno studio della Galiano del 1964.
A giugno 2011, si compone di 17 specie viventi e una fossile:
- Sarinda armata (Peckham & Peckham, 1892) — dal Panama al Perù
- Sarinda atrata (Taczanowski, 1871) — Guiana francese
- Sarinda capibarae Galiano, 1967 — Brasile
- Sarinda cayennensis (Taczanowski, 1871) — Brasile, Guiana francese
- Sarinda chacoensis Galiano, 1996 — Argentina
- Sarinda cutleri (Richman, 1965) — USA
- Sarinda exilis (Mello-Leitão, 1943) — Brasile
- Sarinda glabra Franganillo, 1930 — Cuba
- Sarinda hentzi (Banks, 1913) — USA
- Sarinda imitans Galiano, 1965 — Argentina
- Sarinda longula (Taczanowski, 1871) — Guiana francese
- Sarinda marcosi Piza, 1937 — Brasile, Argentina
- Sarinda nigra Peckham & Peckham, 1892[2] — Nicaragua, Brasile, Guyana, Argentina
- Sarinda panamae Galiano, 1965 — Panama
- Sarinda pretiosa Banks, 1909 — Costa Rica
- Sarinda ruficeps (Simon, 1901) — Colombia
- Sarinda silvatica Chickering, 1946 — Panama

### Specie fossili
- Sarinda sp. in Wunderlich, 2004 †; fossile, Neogene[3][4]

### Specie trasferite
Delle 10 specie trasferite di questo genere ben 5 sono andate a rinforzare le file del genere Martella Peckham & Peckham, 1892, segno di molte caratteristiche in comune fra i generi di questa sottofamiglia e probabilmente della necessità di approfondirne gli studi:
- Sarinda albiana Mello-Leitão, 1947; trasferita al genere Parafluda.
- Sarinda bicavata Chickering, 1946; trasferita al genere Martella.
- Sarinda camba Galiano, 1969; trasferita al genere Martella.
- Sarinda elongata Mello-Leitão, 1940; trasferita al genere Zuniga.
- Sarinda fusca Kraus, 1955; trasferita al genere Peckhamia.
- Sarinda laeta Peckham & Peckham, 1892; trasferita al genere Zuniga.
- Sarinda lineatipes (F. O. P.-Cambridge, 1900); trasferita al genere Martella.
- Sarinda maria (Peckham & Peckham, 1892); trasferita al genere Martella.
- Sarinda scutata Mello-Leitão, 1947; trasferita al genere Erica.
- Sarinda utingae Galiano, 1967; trasferita al genere Martella.